# مدار ۲۰ درجه شمالی
مدار ۲۰ درجه شمالی، دایره‌ای از عرض جغرافیایی است که در ۲۰ درجهٔ شمالی خط استوا قرار دارد.

## گذر از مناطق
از نصف‌النهار مبدأ شروع می‌شود و به سمت مشرق ۲۰ درجه شمالی از موارد زیر گذر می‌کند:
| مختصات‌ها                                             | کشور، قلمرو یا دریا | توضیحات |
| ---------------------------------------------------- | ------------------- | --- |
| ۲۰°۰′ شمالی ۰°۰′ شرقی / ۲۰٫۰۰۰°شمالی ۰٫۰۰۰°شرقی      | مالی                | This part of Mali has declared independence as ازواد |
| ۲۰°۰′ شمالی ۲°۴۳′ شرقی / ۲۰٫۰۰۰°شمالی ۲٫۷۱۷°شرقی     | الجزایر             | |
| ۲۰°۰′ شمالی ۶°۲۷′ شرقی / ۲۰٫۰۰۰°شمالی ۶٫۴۵۰°شرقی     | نیجر                | |
| ۲۰°۰′ شمالی ۱۵°۴۷′ شرقی / ۲۰٫۰۰۰°شمالی ۱۵٫۷۸۳°شرقی   | چاد                 | |
| ۲۰°۰′ شمالی ۲۳°۳′ شرقی / ۲۰٫۰۰۰°شمالی ۲۳٫۰۵۰°شرقی    | لیبی                | |
| ۲۰°۰′ شمالی ۲۶°۰′ شرقی / ۲۰٫۰۰۰°شمالی ۲۶٫۰۰۰°شرقی    | لیبی / سودان border | |
| ۲۰°۰′ شمالی ۲۵°۰′ شرقی / ۲۰٫۰۰۰°شمالی ۲۵٫۰۰۰°شرقی    | سودان               | The parallel defines the border between the شمالیه و دارفور شمالی states                                                                                          |
| ۲۰°۰′ شمالی ۳۷°۱۱′ شرقی / ۲۰٫۰۰۰°شمالی ۳۷٫۱۸۳°شرقی   | دریای سرخ           | |
| ۲۰°۰′ شمالی ۴۰°۲۸′ شرقی / ۲۰٫۰۰۰°شمالی ۴۰٫۴۶۷°شرقی   | عربستان سعودی       | |
| ۲۰°۰′ شمالی ۵۵°۰′ شرقی / ۲۰٫۰۰۰°شمالی ۵۵٫۰۰۰°شرقی    | عمان                | |
| ۲۰°۰′ شمالی ۵۷°۴۸′ شرقی / ۲۰٫۰۰۰°شمالی ۵۷٫۸۰۰°شرقی   | اقیانوس هند         | دریای عرب - گذرکردن از جنوب مصیرة, عمان |
| ۲۰°۰′ شمالی ۷۲°۴۳′ شرقی / ۲۰٫۰۰۰°شمالی ۷۲٫۷۱۷°شرقی   | هند                 | مهاراشترا چتیسگر اوریسا Chhattisgarh Orissa |
| ۲۰°۰′ شمالی ۸۶°۲۳′ شرقی / ۲۰٫۰۰۰°شمالی ۸۶٫۳۸۳°شرقی   | اقیانوس هند         | خلیج بنگال |
| ۲۰°۰′ شمالی ۹۲°۵۷′ شرقی / ۲۰٫۰۰۰°شمالی ۹۲٫۹۵۰°شرقی   | میانمار (Burma)     | |
| ۲۰°۰′ شمالی ۹۹°۳′ شرقی / ۲۰٫۰۰۰°شمالی ۹۹٫۰۵۰°شرقی    | تایلند              | |
| ۲۰°۰′ شمالی ۱۰۰°۳۲′ شرقی / ۲۰٫۰۰۰°شمالی ۱۰۰٫۵۳۳°شرقی | لائوس               | |
| ۲۰°۰′ شمالی ۱۰۴°۵۸′ شرقی / ۲۰٫۰۰۰°شمالی ۱۰۴٫۹۶۷°شرقی | ویتنام              | |
| ۲۰°۰′ شمالی ۱۰۶°۱۱′ شرقی / ۲۰٫۰۰۰°شمالی ۱۰۶٫۱۸۳°شرقی | دریای جنوبی چین     | خلیج تونکین |
| ۲۰°۰′ شمالی ۱۱۰°۸′ شرقی / ۲۰٫۰۰۰°شمالی ۱۱۰٫۱۳۳°شرقی  | چین                 | جزیرهٔ هاینان — گذرکردن از جنوب هایکو |
| ۲۰°۰′ شمالی ۱۱۰°۵۶′ شرقی / ۲۰٫۰۰۰°شمالی ۱۱۰٫۹۳۳°شرقی | دریای جنوبی چین     | |
| ۲۰°۰′ شمالی ۱۲۲°۰′ شرقی / ۲۰٫۰۰۰°شمالی ۱۲۲٫۰۰۰°شرقی  | اقیانوس آرام        | دریای فیلیپین · - Passing between the باتانه و Babuyan islands, فیلیپین · - گذرکردن از جنوب جزایر مائوگ, جزایر ماریانای شمالی · into an unnamed part of the Ocean |
| ۲۰°۰′ شمالی ۱۵۵°۵۰′ غربی / ۲۰٫۰۰۰°شمالی ۱۵۵٫۸۳۳°غربی | ایالات متحده آمریکا | Hawaii island, هاوائی |
| ۲۰°۰′ شمالی ۱۵۵°۱۵′ غربی / ۲۰٫۰۰۰°شمالی ۱۵۵٫۲۵۰°غربی | اقیانوس آرام        | |
| ۲۰°۰′ شمالی ۱۰۵°۳۱′ غربی / ۲۰٫۰۰۰°شمالی ۱۰۵٫۵۱۷°غربی | مکزیک               | |
| ۲۰°۰′ شمالی ۹۶°۳۳′ غربی / ۲۰٫۰۰۰°شمالی ۹۶٫۵۵۰°غربی   | خلیج مکزیک          | خلیج کامپچه |
| ۲۰°۰′ شمالی ۹۰°۲۸′ غربی / ۲۰٫۰۰۰°شمالی ۹۰٫۴۶۷°غربی   | مکزیک               | شبه‌جزیره یوکاتان |
| ۲۰°۰′ شمالی ۸۷°۲۸′ غربی / ۲۰٫۰۰۰°شمالی ۸۷٫۴۶۷°غربی   | دریای کارائیب       | |
| ۲۰°۰′ شمالی ۷۷°۳۸′ غربی / ۲۰٫۰۰۰°شمالی ۷۷٫۶۳۳°غربی   | کوبا                | |
| ۲۰°۰′ شمالی ۷۴°۵۲′ غربی / ۲۰٫۰۰۰°شمالی ۷۴٫۸۶۷°غربی   | دریای کارائیب       | Windward Passage |
| ۲۰°۰′ شمالی ۷۲°۴۳′ غربی / ۲۰٫۰۰۰°شمالی ۷۲٫۷۱۷°غربی   | هائیتی              | جزیرهٔ Tortuga |
| ۲۰°۰′ شمالی ۷۴°۵۲′ غربی / ۲۰٫۰۰۰°شمالی ۷۴٫۸۶۷°غربی   | اقیانوس اطلس        | گذرکردن از شمال جزیرهٔ هیسپانیولا, جمهوری دومینیکن |
| ۲۰°۰′ شمالی ۱۶°۱۴′ غربی / ۲۰٫۰۰۰°شمالی ۱۶٫۲۳۳°غربی   | موریتانی            | |
| ۲۰°۰′ شمالی ۵°۵۹′ غربی / ۲۰٫۰۰۰°شمالی ۵٫۹۸۳°غربی     | مالی                | This part of Mali has declared independence as ازواد |